# Nati nel 1443
| Questa pagina contiene informazioni ricavate automaticamente dalle voci biografiche con l'ausilio del template Bio e di un bot. L'aggiornamento è periodico e automatico e ricostruisce completamente la pagina. Se manca una persona in questa lista, sei pregato di non aggiungerla, ma accertati piuttosto che la sua voce biografica contenga il template Bio e che i dati anagrafici siano correttamente compilati. Se il template Bio manca, inseriscilo tu stesso o, in alternativa, metti l'avviso {{tmp\|Bio}} che ne segnala la mancanza. Se i dati riportati sono sbagliati, correggi direttamente la voce biografica; le modifiche saranno visibili in questa lista entro pochi giorni. Per chiarimenti vedi il progetto biografie. La lista contiene solo le 27 persone che sono citate nell'enciclopedia e per le quali è stato implementato correttamente il template Bio. Pagina aggiornata al 10 ago 2025. |

- 27 gennaio - Alberto III di Sassonia, nobile († 1500)
- 2 febbraio - Elisabetta di Baviera, principessa († 1484)
- 5 febbraio - Filippo II di Savoia, duca († 1497)
- 15 febbraio - Giovanni II Bentivoglio, nobile italiano († 1508)
- 17 febbraio - Rudolf Agricola, umanista olandese († 1485)
- 23 febbraio - Mattia Corvino, sovrano ungherese († 1490)
- 27 febbraio - Girolamo Riario, sovrano e politico italiano († 1488)
- 10 aprile - Ludovico Tornabuoni, politico e militare italiano († 1519)
- 17 maggio - Edmondo Plantageneto, conte di Rutland, nobile inglese († 1460)
- 31 maggio - Margaret Beaufort, contessa inglese († 1509)
- 3 novembre - Antonio Benivieni, medico italiano († 1502)
- 1º dicembre - Maddalena di Valois, principessa († 1495)
- 5 dicembre - Papa Giulio II, papa, vescovo cattolico e cardinale italiano († 1513)
- Alessio Agliardi, ingegnere e architetto italiano († 1526)
- Botanka Shōhaku, poeta giapponese († 1527)
- Leonello Chiericati, vescovo cattolico italiano († 1506)
- Diego de Deza, arcivescovo cattolico spagnolo († 1523)
- Demetrio Franco, presbitero e storico albanese († 1525)
- Thomas Howard, II duca di Norfolk, nobile inglese († 1524)
- Elisabetta Manfredi, nobildonna italiana († 1469)
- Francesco Maturanzio, umanista e letterato italiano († 1518)
- Paola Montaldi, religiosa italiana († 1514)
- Maddalena Panattieri, religiosa italiana († 1503)
- Riccardo Quartararo, pittore italiano († 1506)
- Luigi Rabatà, presbitero italiano († 1490)
- Francesco Salviati, arcivescovo cattolico italiano († 1478)
- Anne de Beauchamp, XV contessa di Warwick, nobile († 1448)